# Saint-Nexans
Saint-Nexans – miejscowość i gmina we Francji, w regionie Nowa Akwitania, w departamencie Dordogne.
Według danych na rok 1990 gminę zamieszkiwały 772 osoby, a gęstość zaludnienia wynosiła 62 osób/km² (wśród 2290 gmin Akwitanii Saint-Nexans plasuje się na 535. miejscu pod względem liczby ludności, natomiast pod względem powierzchni na miejscu 908.).